# Gheorghe-Valentin Răducea
Gheorghe-Valentin Răducea (n.  ?) este un deputat român, ales în 2024 din partea POT. 